# Republican National Committee
Republican National Committee (RNC) är ett organ i det Republikanska partiet i USA. RNC är partiets nationella nivå, som koordinerar valkampanjer och dessas finansiering och anordnar partikonvent vart fjärde år; därutöver utvecklar och gör kommittén nationsövergripande politiska ställningstaganden för partiet som helhet. Motsvarande organ i Demokratiska partiet heter Democratic National Committee.

## RNC:s ordföranden
| #  | Namn             | Namn                                | Tjänstgöringsperioc | Delstat              |
| -- | ---------------- | ----------------------------------- | ------------------- | -------------------- |
| 1  |                  | Edwin Morgan                        | 1856–1864           | New York             |
| 2  |                  | Henry Raymond                       | 1864–1866           | New York             |
| 3  |                  | Marcus Ward                         | 1866–1868           | New Jersey           |
| 4  |                  | William Claflin                     | 1868–1872           | Massachusetts        |
| 5  |                  | Edwin Morgan                        | 1872–1876           | New York             |
| 6  |                  | Zachariah Chandler                  | 1876–1879           | Michigan             |
| 7  |                  | Donald Cameron                      | 1879–1880           | Pennsylvania         |
| 8  |                  | Marshall Jewell                     | 1880–1883           | Connecticut          |
| 9  |                  | Dwight Sabin                        | 1883–1884           | Minnesota            |
| 10 |                  | Benjamin Jones                      | 1884–1888           | New Jersey           |
| 11 |                  | Matthew Quay                        | 1888–1891           | Pennsylvania         |
| 12 |                  | James Clarkson                      | 1891–1892           | Iowa                 |
| 13 |                  | William Campbell                    | 1892                | Illinois             |
| 14 |                  | Thomas Carter                       | 1892–1896           | Montana              |
| 15 |                  | Mark Hanna                          | 1896–1904           | Ohio                 |
|    |                  | Henry Payne (tillförordnad)         | 1904                | Wisconsin            |
| 16 |                  | George Cortelyou                    | 1904–1907           | New York             |
| 17 |                  | Harry New                           | 1907–1908           | Indiana              |
| 18 |                  | Frank Hitchcock                     | 1908–1909           | Ohio                 |
| 19 |                  | John Hill (tillförordnad 1909-1911) | 1909–1912           | Maine                |
| 20 |                  | Victor Rosewater                    | 1912                | Nebraska             |
| 21 |                  | Charles Hilles                      | 1912–1916           | New York             |
| 22 |                  | William Willcox                     | 1916–1918           | New York             |
| 23 |                  | Will Hays                           | 1918–1921           | Indiana              |
| 24 |                  | John Adams                          | 1921–1924           | Iowa                 |
| 25 |                  | William Butler                      | 1924–1928           | Massachusetts        |
| 26 |                  | Hubert Work                         | 1928–1929           | Colorado             |
| 27 |                  | Claudius Huston                     | 1929–1930           | Tennessee            |
| 28 |                  | Simeon Fess                         | 1930–1932           | Ohio                 |
| 29 |                  | Everett Sanders                     | 1932–1934           | Indiana              |
| 30 |                  | Henry Fletcher                      | 1934–1936           | Pennsylvania         |
| 31 |                  | John Hamilton                       | 1936–1940           | Kansas               |
| 32 |                  | Joseph Martin                       | 1940–1942           | Massachusetts        |
| 33 |                  | Harrison Spangler                   | 1942–1944           | Iowa                 |
| 34 |                  | Herbert Brownell                    | 1944–1946           | New York             |
| 35 |                  | Carroll Reece                       | 1946–1948           | Tennessee            |
| 36 |                  | Hugh Scott                          | 1948–1949           | Pennsylvania         |
| 37 |                  | Guy Gabrielson                      | 1949–1952           | New Jersey           |
| 38 |                  | Arthur Summerfield                  | 1952–1953           | Michigan             |
| 39 |                  | C. Wesley Roberts                   | 1953                | Kansas               |
| 40 |                  | Leonard Hall                        | 1953–1957           | New York             |
| 41 |                  | Meade Alcorn                        | 1957–1959           | Connecticut          |
| 42 |                  | Thruston Morton                     | 1959–1961           | Kentucky             |
| 43 |                  | William Miller                      | 1961–1964           | New York             |
| 44 |                  | Dean Burch                          | 1964–1965           | Arizona              |
| 45 |                  | Ray Bliss                           | 1965–1969           | Ohio                 |
| 46 |                  | Rogers Morton                       | 1969–1971           | Maryland             |
| 47 |                  | Bob Dole                            | 1971–1973           | Kansas               |
| 48 |                  | George H. W. Bush                   | 1973–1974           | Texas                |
| 49 |                  | Mary Smith                          | 1974–1977           | Iowa                 |
| 50 |                  | Bill Brock                          | 1977–1981           | Tennessee            |
| 51 |                  | Dick Richards                       | 1981–1983           | Utah                 |
|    |                  | Paul Laxalt (General Chair)         | 1983–1987           | Nevada               |
| 52 |                  | Frank Fahrenkopf (National Chair)   | 1983–1987           | Nevada               |
| 52 | Frank Fahrenkopf | 1987–1989                           | Nevada              |                      |
| 53 |                  | Lee Atwater                         | 1989–1991           | South Carolina       |
| 54 |                  | Clay Yeutter                        | 1991–1992           | Nebraska             |
| 55 |                  | Richard Bond                        | 1992–1993           | Missouri             |
| 56 |                  | Haley Barbour                       | 1993–1997           | Mississippi          |
| 57 |                  | Jim Nicholson                       | 1997–2001           | Colorado             |
| 58 |                  | Jim Gilmore                         | 2001–2002           | Virginia             |
| 59 |                  | Marc Racicot                        | 2002–2004           | Montana              |
| 60 |                  | Ed Gillespie                        | 2004–2006           | Virginia             |
| 61 |                  | Ken Mehlman                         | 2006–2007           | District of Columbia |
|    |                  | Mel Martínez (General Chair)        | 2007                | Florida              |
| 62 |                  | Mike Duncan (National Chair)        | 2007                | Kentucky             |
| 62 | 2007–2009        | Mike Duncan (National Chair)        |                     | Kentucky             |
| 63 |                  | Michael Steele                      | 2009–2011           | Maryland             |
| 64 |                  | Reince Priebus                      | 2011–2017           | Wisconsin            |
| 65 |                  | Ronna Romney McDaniel               | 2017–2024           | Michigan             |
| 66 |                  | Michael Whatley                     | 2024–nuvarande      | North Carolina       |